# Fornillos de Aliste
Fornillos de Aliste es una localidad del municipio de Fonfría, en la provincia de Zamora, comunidad autónoma de Castilla y León, España.

## Localización
Fornillos de Aliste se encuentra situada en la comarca de Aliste, en el oeste de la provincia de Zamora y a unos 45 km de Zamora, la capital provincial. Pertenece al Ayuntamiento de Fonfría, del que forma parte como anejo, junto a las localidades de Arcillera, Bermillo de Alba, Brandilanes, Castro de Alcañices, Ceadea, Fonfría, Moveros y Salto de Castro.

## Historia
Durante la Edad Media Fornillos quedó integrado en el Reino de León, cuyos monarcas habrían acometido la repoblación de la localidad dentro del proceso repoblador llevado a cabo en Aliste. Tras la independencia de Portugal del reino leonés, en 1143, la localidad habría sufrido por su situación geográfica los conflictos entre los reinos leonés y portugués por el control de la frontera, quedando estabilizada la situación en Aliste a inicios del siglo XIII, hecho reforzado por la firma del Tratado de Alcañices en 1297.
Posteriormente, en la Edad Moderna, Fornillos estuvo integrado en el partido de Alcañices de la provincia de Zamora, tal y como reflejaba en 1773 Tomás López en Mapa de la Provincia de Zamora. Así, al reestructurarse las provincias y crearse las actuales en 1833, la localidad se mantuvo en la provincia zamorana, dentro de la Región Leonesa, integrándose en 1834 en el partido judicial de Alcañices, dependencia que se prolongó hasta 1983, cuando fue suprimido el mismo e integrado en el partido judicial de Zamora.
En torno a 1850, el antiguo municipio de Fornillos de Aliste se integró en el de Ceadea, y tras la desaparición de éste en 1973 en el de Fonfría.

## Patrimonio
El edificio más emblemático de esta localidad es la iglesia parroquial de San Bartolomé, de la que llama la atención sobremanera su esbelta espadaña, la cual hace que sea vista desde la práctica totalidad del pueblo. En su interior destaca su retablo mayor de estilo churrigueresco, siglo XVIII, con cuatro columnas y dos de ellas salomónicas cuajadas de pámpanos, varias esculturas y dos relieves rudos y expresivos.
Entre los edificios civeles que se encuentran distribuidos por el pueblo, destacan las viviendas con enormes ménsulas sujetando salientes balcones que ocupan en algunos casos toda la fachada.
Edificio robusto de gruesos muros y pocas ventanas, como resultado un interior oscuro.
A excepción de los contrafuertes posee las tres características fundamentales del arte románico: planta de cruz latina, arco de medio punto y la bóveda de cañón. 
Data de aproximadamente el siglo XI, este estilo de arte románico se introduce a través del Camino de Santiago junto con las peregrinaciones.
Una arquitectura elegante y robusta para soportar el paso del tiempo que se conserva prácticamente igual que cuando fue construida. Su arquitectura es típica en toda la provincia. Muchas de sus casas cuentan con enormes ménsulas sujetando balcones salientes que ocupan gran parte de la fachada. Esta mezcla de naturaleza con grandes monumentos y una gran arquitectura hacen que sea uno de los pueblos con más encanto de Zamora.
La espadaña, es decir, el muro vertical plano horadado de vanos para las campanas tuvo como foco difusor las iglesias de los monasterios cistercienses la cual hace que sea vista desde la práctica totalidad del pueblo. 
El término churrigueresco al cual pertenece el estilo del retablo mayor se ha utilizado para denominar el barroco español del primer tercio del siglo XVIII. El término nació con sentido despectivo, sinónimo de extravagancia y mal gusto, por parte de críticos y teóricos de la estética academicista. Se entendían por churriguerescas todas aquellas arquitecturas que poseían un marcado movimiento y una abigarrada ornamentación. con cuatro columnas.
El mampuestocon el cual está fabricado la iglesia es piedra no labrada o de labrado tosco. Frecuentemente se usaba el "calicanto" a base de mampostería aglutinada con argamasa (mortero de cal, arena y agua). Posteriormente se enfoscaba para dar aspecto liso a la superficie previamente irregular.
El pueblo también cuenta con otros monumentos pertenecientes al arte románico y de interés como son el molino Lajafriz, una antigua calzada de paso llamada la vereda y numerosas fuentes.